# Western Kentucky University

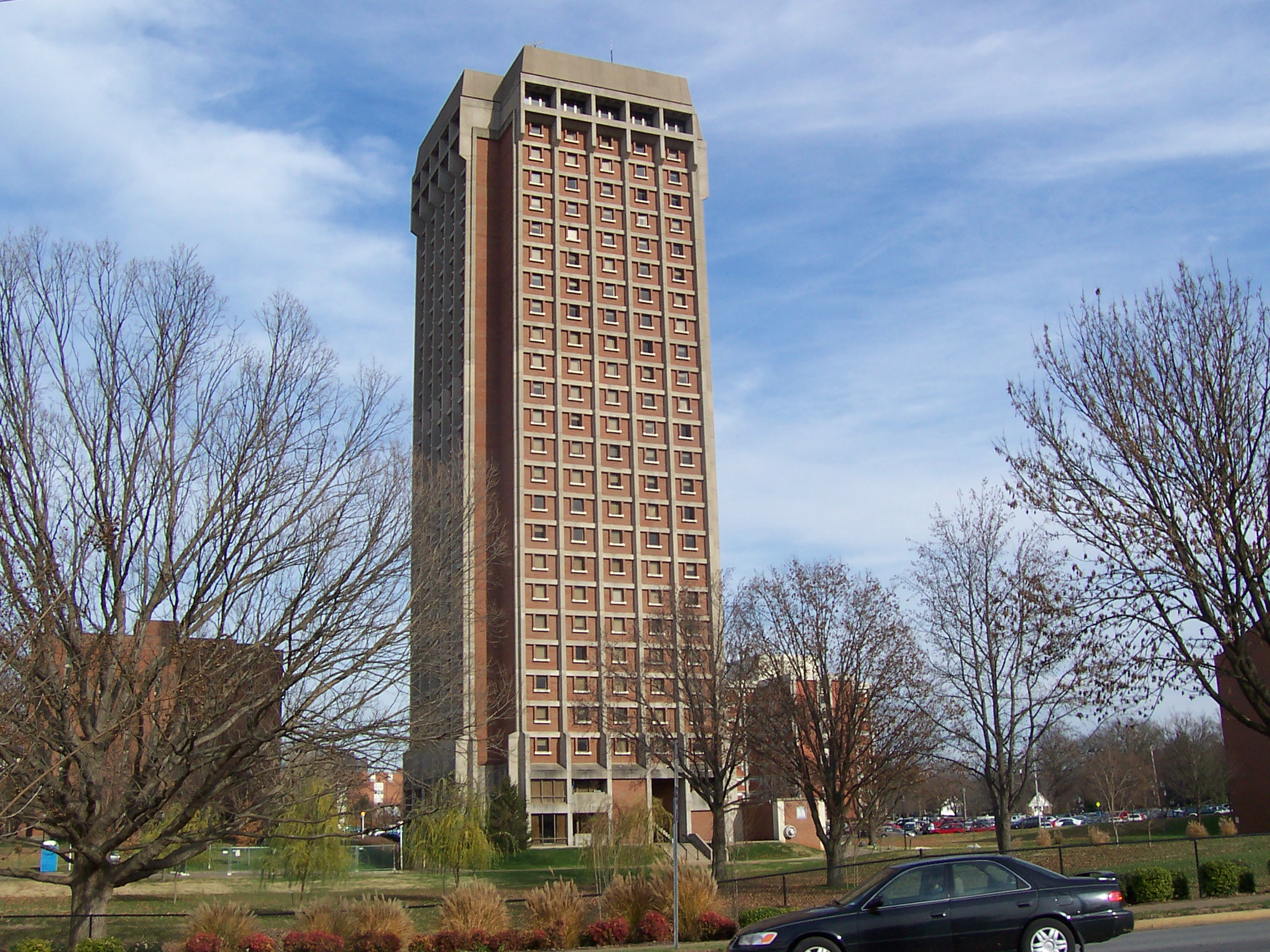
Pearce Ford Tower, il dormitorio più grande della Western Kentucky University e il secondo più grande degli Stati Uniti

La Western Kentucky University (WKU) è un'università pubblica situata a Bowling Green negli Stati Uniti d'America.

## Storia
La Western Kentucky University fu fondata dal Commonwealth del Kentucky nel 1906, ma affonda le proprie radici al secolo precedente.

## Struttura
Il campus principale si trova in cima ad una collina sulla valle del fiume Barren nel centro-sud del Kentucky. L'ateneo dispone anche di campus satelliti a Bowling Green, Elizabethtown, Fort Knox, Glasgow e Owensboro.
L'università organizza la propria attività formativa nei seguenti college:
- Arts and letters
- Business
- Education and behavioral sciences
- Health and human services
- Science and engineering

## Sport
La squadra sportiva dell'università è denominata: WKU Hilltoppers. Gli Hilltoppers fanno parte della NCAA Division I (Division I FBS nel football americano) e della Conference USA. La squadra compete in tre discipline (atletica leggera, football americano e pallacanestro) con relative sezioni femminili e maschili; la mascotte della squadra è Big Red.

## Presidenti

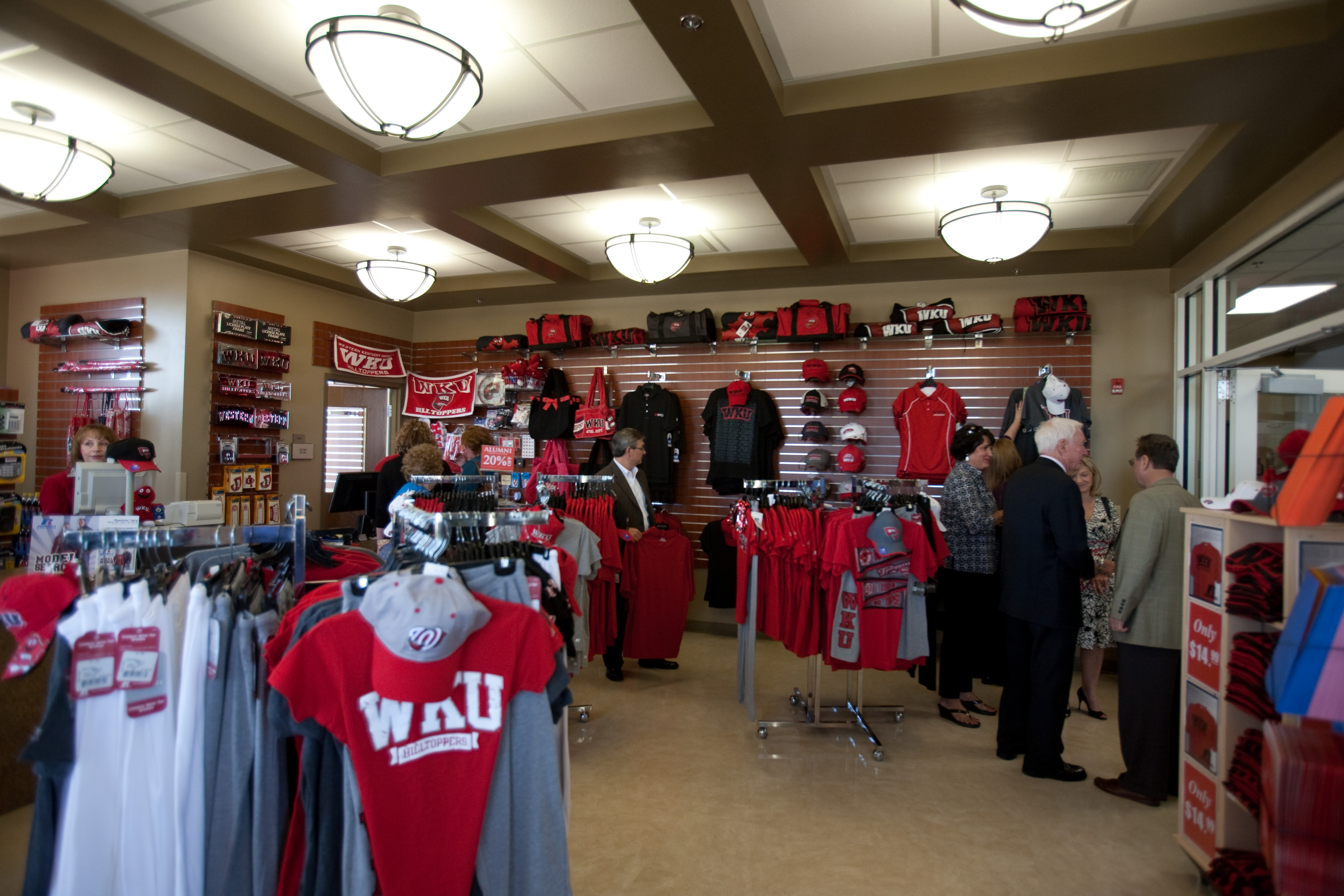
Store dell'Università

In ordine cronologico:
- Henry Hardin Cherry (1906-1937)
- Paul Garrett (1937-1955)
- Kelly Thompson (1955-1969)
- Dero G. Downing (1969-1979)
- John Minton (1979)
- Donald Zacharias (1979-1985)
- Gary A. Ransdell (1997-2017)
- Timothy C. Caboni (dal 2017)